# Kirke Hyllinge (plaats)
Kirke Hyllinge is een plaats in de Deense regio Seeland, gemeente Lejre, en telt 1923 inwoners (2008).